# 心形海膽
棘心海膽（學名：Echinocardium），又名心形海膽、鳥海膽，是拉文海膽科下的一屬海膽。

## 特徵
本屬的殼呈卵圓形，前端凹陷或有或無，外形輪廓上具有略丘狀至平坦的底部及上表面；前步帶區平齊，在反口面略呈寬的凹陷，前步帶孔較細小而未明顯特化；其他的步帶區瓣帶化，平坦到輕微的壓陷，在靠近頂系端開展，大致也呈現四瓣星形；口圍寬大於長，呈腎形，肛圍位於後端邊緣，相對較大；反口面結節通常細小而均勻，但有些種類發育有略大的一級結節，尤其是位於前側間步帶區，一級結節不具有暈溝；位於口面側邊間步帶區的結節小且無凹陷的暈圈，在後間步帶區腹板整個都有小結節分布；唇板長度為腹板的1/4以下；發育良好的肛下帶線及瓣內帶線；頂系篩骨式，生殖孔4個。

## 物種
（已滅絕分類群以劍號(†)標記）：
- Echinocardium australe Gray, 1851 ，( E. cordatum 的異名）
- Echinocardium capense Mortensen, 1907， 又名開普棘心海膽。 分佈與南非開普半島至阿果亞灣，深度約為 55-310m
- Echinocardium connectens Mortensen, 1933，又名連接棘心海膽。 分佈於聖赫拿勒島，深度約為 40-50m
- Echinocardium cordatum (Pennant, 1777)，又名柯氏棘心海膽、柯氏鳥海膽、心形棘心海膽、馬鈴薯海膽
- Echinocardium deikei Desor, 1858 † 瑞士（中新世早期）
- Echinocardium depressum ( A. Agassiz in A. Agassiz & Desor, 1847) †， 葡萄牙、法國、埃及、奧地利、瑞士 （中新世早期至中期）
- Echinocardium dubium Péron & Gauthier in Cotteau, Péron & Gauthier, 1885 †，阿爾及利亞 (始新世 或者 漸新世)
- Echinocardium fenauxi Pequignat, 1963 ，又名費納棘心海膽、芬氏棘心海膽
- Echinocardium flavescens (O.F. Müller, 1776)，又名黃色棘心海膽。 分佈於北大西洋，挪威芬瑪克、冰島、地中海、亞述爾群島和北美東岸，分佈於 5- 325m
- Echinocardium intermedium Loczy, 1877 † 匈牙利、羅馬尼亞（中新世中期）
- Echinocardium keiense Mortensen, 1950，又名卡伊棘心海膽（根據詞源 Kai island 卡伊群島）。分佈於卡伊群島，深度分佈約為 250m
- Echinocardium kelloggi Kier, 1983 †  ，美國北卡羅來納州 ( 上新世早期)
- Echinocardium laevigaster A. Agassiz, 1869， 又名坦星棘心海膽 。分佈於佛羅里達，深度約為 130m-220m
- Echinocardium leopolitanum Radwański & Wysocka, 2001 †   烏克蘭 (中新世中期)
- Echinocardium lymani (Lambert & Thiéry, 1924)，又稱萊曼氏棘心海膽。 分佈於日本（本州島），深度約為 195-350m
- Echinocardium marylandiense Kier, 1972 † ，美國馬利蘭州（中新世中期）
- Echinocardium mediterraneum (Forbes, 1844)，又名地中海棘心海膽。 分佈於亞得里亞海（地中海）至大西洋（法國、西班牙），深度約為5-40m，此外在義大利西西里島有上新世的化石記錄。
- Echinocardium melii (Checchia Rispoli, 1923) † , 義大利法維尼亞島 (上新世)
- Echinocardium meteorense Mironov, 2006，又名流星棘心海膽（根據詞源 Meteor 翻譯），東北大西洋， 180-450m
- Echinocardium mortenseni Thiéry, 1909，又名莫藤森氏棘心海膽。 分佈於地中海，深度約為 10-50m
- Echinocardium nummuliticus Péron & Gauthier in Cotteau, Péron & Gauthier, 1885 †，  阿爾及利亞 (始新世 或者 漸新世)
- Echinocardium olisiponensis Kotchetoff, Kotchetoff & Veiga Ferreira, 1975 † ，葡萄牙 ( 中新世)
- Echinocardium orthonotum Conrad, 1843 † ，美國維基尼亞州、南卡羅來納州、佛羅里達州、喬治亞州（中新世中期-上新世晚期）
- Echinocardium peroni Cotteau, 1877 †，科西嘉島 、波蘭、烏克蘭 、匈牙利 (中新世中期）
- Echinocardium pennatifidum Norman, 1868，又名英倫棘心海膽。 分佈於挪威（卑爾根）、法羅群島和海峽群島，深度分佈自沿岸地區至275m
- Echinocardium sebae Gray, 1825，（ E. cordatum 的異名）

還有更多.............